# Щит (пьеса)
«Щит» (др.-греч. Ἀσπίς) — комедия древнегреческого драматурга Менандра, текст которой сохранился частично.

## История текста
Текст «Щита» был найден на «папирусах Бодмера» в середине 1950-х годов. До этого момента существовали только гипотезы о содержании пьесы — по словам советского антиковеда Виктора Ярхо, «нередко фантастические, но всегда бездоказательные». Благодаря папирусам исследователи получили текст первого и второго действий и обрывки третьего действия, благодаря чему можно составить представление о сюжете. К тому же после того, как была сделана эта находка, стало ясно, что так называемая «Флорентийская комедия» (отрывки из папирусного сборника V века, опубликованные в 1913 году) — это фрагменты той же пьесы.
Предположительно «Щит» относится к раннему периоду творчества драматурга, то есть был написан в конце IV века до н. э. По-видимому, пьеса имела альтернативное название — «Сирота-наследница».